# قاعدة موزنبيق
قاعدة موزنبيق هي قاعدة قانونية عامة في القانون الدولي الخاص، القاعدة مختصة بالإجراءات المتعلقة بالملكية في الأراضي الأجنبية، والحق في حيازة الأراضي الأجنبية، والتعدي على الأراضي الأجنبية غير قابلة للتقاضي في سلطات القانون العام، وقدأنشئت القاعدة في عام 1893م بموجب قرار مجلس اللوردات في جنوب أفريقيا.
وبشكل أساسي، تعتبر قاعدة ذاتية تحد من الاختصاص فيما يتعلق بالإجراءات المتعلقة بما يلي:
- ملكية للأرض الأجنبية
- حيازة الأراضي الخارجية
- تعويض انتهاكات الأراضي الأجنبية

في قضية فنادق هيسبيريديس ضد مفتيزاد أشار اللورد ويلبرفورس إلى القاعدة بقوله: «مع مراعاة الاستثناءات المذكورة فيما بعد، ليس للمحكمة اختصاص النظر في دعوى من أجل (1) تحديد حق الملكية أو الحق في حيازة، أي وضع غير منقول من إنجلترا (أرض أجنبية)؛ أو (2) استرداد تعويضات الأضرار الناجمة عن التعدي على ممتلكات الغير منقولة».
على الرغم من أنه بموجب المادة 30(1) من قانون الولاية القضائية المدنية والأحكام لعام 1982م «يمتد اختصاص أي محكمة في إنجلترا وويلز أو أيرلندا الشمالية للنظر في إجراءات التعدي على ممتلكات غير منقولة أو أي ضرر آخر يؤثر على الممتلكات غير المنقولة إلى القضايا التي تقع الممتلكات المعنية فيها خارج ذلك الجزء من المملكة المتحدة ما لم تكن الإجراءات تتعلق أساسا بمسألة حق ملكية تلك الممتلكات أو الحق في حيازتها». وكانت هذه القاعدة عرضة لانتقادات كثيرة وأصبحت فيما بعد ملغاة بالمادة المذكورة أعلاه (المادة 30(1) من قانون عام 1893م).

## تاريخ القاعدة
استند القرار في شركة جنوب أفريقيا البريطانية ضد شركة كومبانيه دي موازنبيق حصريًا إلى التطور التاريخي للظروف التي ستأخذ فيها محكمة إنجلترا الاختصاص للنظر في أي مسألة.
في القرن الثاني عشر وأوائل القرن الثالث عشر، قامت هيئة المحلفين في كل من القضايا المدنية والجنائية بدور يشبه شاهد العصر الحديث بدلاً من كونه قاضيًا للوقائع. على وجه الخصوص، كان هناك مطلب بأن هيئة المحلفين يجب أن تكون مستمدة من المنطقة المعينة (مثل القرية) التي نشأت عن سبب الدعوى. كان هذا على أساس افتراض أن الناس من تلك المنطقة على دراية بالحقائق في القضية من معرفتهم الشخصية. لذلك، كان من المهم للأطراف في الإجراء تحديد المكان أو المكان الذي وقع فيه الحدث حتى يتمكن شريف من استدعاء هيئة المحلفين من ذلك المكان. قانون هنري الأول (1100-1135) على سبيل المثال، أعلن أن المحلفين من غير المكان المذكور غير مسموح به في أي ظرف من الظروف.
في نهاية القرن الثالث عشر أو بداية القرن الرابع عشر، بسبب التعقيد المتزايد للمعاملات والتصرفات، تسببت هذه القاعدة في إزعاج كبير. كان هذا صحيحًا بشكل خاص عندما وقعت الوقائع المزعومة جزئيًا في منطقة وجزئيًا في مكان آخر. لحل هذه المشكلة، بدأت المحاكم في ذلك الوقت في التمييز بين الإجراءات «المحلية» و «المؤقتة».
في التطوير المبكر للقانون المتعلق بالإجراءات الانتقالية، تم تخفيف القاعدة بحيث يمكن للمدعي تحديد المكان في أي مقاطعة يرغب فيها. ومع ذلك، أدى هذا إلى الانتهاكات، وفي القرن الخامس عشر، أعاد النظام الأساسي لريتشارد الثاني وهنري الرابع فرض متطلبات صارمة لوضع المكان الصحيح. ومع ذلك، تم تقليل آثار هذه القوانين من خلال استخدام خيال قانوني (على سبيل المثال الادعاء بأن «المكان الأجنبي» كان يقع في أبرشية لندن في سانت ماريليبون). تم تطوير هذا الخيال القانوني حيث أدركت المحاكم مزايا أخذ الولاية القضائية على المسائل التجارية التي ربما نشأت خارج إنجلترا.